# Ковальчук, Наталья Владимировна
Ната́лья Влади́мировна Ковальчук (укр. Ната́лія Володи́мирівна Ковальчук; род. 19 сентября 1977, в девичестве — Агафонова) — народный депутат Украины 7-го и 8-го созывов. В Верховную Раду 8-го созыва она прошла номером 44 по списку блока Петра Порошенко, занимает должность председателя подкомитета конституционного законодательства и конституционного судопроизводства комитета Верховной Рады Украины по вопросам правовой политики. До избрания народным депутатом была на преподавательской работе и работала юристом в частных фирмах.

## Биография
Наталья Ковальчук (Агафонова) родилась 19 сентября 1977 года.
В 1999 году она окончила юридический факультет КНУ имени Шевченко и в 2002 году защитила диссертацию, специализировалась на налоговом праве. По сообщениям прессы, в университете Агафонова училась в одной группе с Юлией Лёвочкиной.
В 1999—2006 годах Наталья Агафонова преподавала на юридическом факультете КНУ имени Шевченко.
В 2003—2013 годах работала в украинском филиале фирмы Nestle, специализировалась в налоговой сфере.
В 2012 году была приглашена Виталием Кличко в избирательный список партии «УДАР» и избрана в Верховную Раду 7-го созыва по партийному списку под номером 8. В качестве депутата 7-го созыва исполняла обязанности секретаря комитета Верховной Рады Украины по вопросам правовой политики.
С 27 ноября 2014 года — народный депутат Украины 8-го созыва, номер 44 в избирательном списке партии «Блок Петра Порошенко». С 8 апреля 2015 года — председатель подкомитета конституционного законодательства и конституционного судопроизводства комитета Верховной Рады Украины по вопросам правовой политики.
По наблюдениям аналитиков, при голосовании в Верховной Раде Ковальчук (Агафонова) довольно часто голосует не так, как основная масса фракции.